# Aeropuerto de Gillam
El Aeropuerto de Gillam (del inglés: Guilam Airport) (IATA: YGX, OACI: CYGX) está ubicado adyacente a Gillam, Manitoba, Canadá.

## Aerolíneas y destinos
- Calm Air
  - Winnipeg / Aeropuerto Internacional de Winnipeg-Armstrong
  - Thompson / Aeropuerto de Thompson